# La versione di Barney (film)
La versione di Barney (Barney's Version) è un film del 2010, diretto da Richard J. Lewis, interpretato da Paul Giamatti e Dustin Hoffman. Basato sull'omonimo romanzo di Mordecai Richler, il film è stato candidato per il Leone d'oro alla 67ª Mostra del cinema di Venezia.

## Trama
Barney Panofsky, un anziano produttore televisivo di origini ebraiche, telefona nel cuore della notte al marito della sua ex moglie per punzecchiarlo come sempre. Il giorno dopo viene a conoscenza dalla figlia che il patrigno ha avuto un infarto, pur se di lieve entità. Nella stessa giornata Barney, aprendo il giornale, scopre di essere nuovamente accusato dall'ex detective O'Hearne di aver assassinato, oltre trent'anni prima, il suo vecchio amico Bernard "Boogie", un alcolizzato e talentuoso scrittore. O'Hearne, che odia profondamente Barney e lo considera un omicida impunito, ha persino scritto un libro su di lui, mettendo in luce tutte le sue spregiudicate abitudini di vita e i suoi errori.
Roma, 1974. Barney bazzica la città con i suoi amici: Boogie, Cedric e Leo. Una sera Barney annuncia loro di essere in procinto di sposare la pittrice Clara, incinta di lui. Il bambino nasce morto, ma Barney scopre che non era figlio suo, essendo nero, bensì di Cedric. Barney lascia perciò la moglie e qualche tempo dopo lei gli invia una lettera con un'accorata richiesta d'aiuto, che però l'uomo legge in ritardo. Si reca a casa di lei e la trova morta suicida. Barney incontra poi il padre di Clara, che fa un ritratto impietoso della figlia, definendola un'eterna psicopatica, venendo poi cacciato da Barney in malo modo.
L'anno successivo Barney viene invitato a Montreal da un suo ricco zio, che gli propone di entrare nella produzione televisiva e di finanziare la sua impresa con le donazioni di altri ebrei facoltosi. Negli anni successivi Barney si fa strada nel mondo degli affari e riesce ad aprire una sua casa cinematografica. Qualche tempo dopo, ad una festa, il suddetto zio presenta al nipote, una ricca ereditiera ebrea, ciarliera e asfissiante, di cui si innamora senza troppa convinzione. La sera durante la quale ne conosce i genitori, Barney si reca a casa di lei con suo padre, Izzy, un ex poliziotto stralunato dal bizzarro passato. Nel corso della cena è evidente la palese antipatia tra il padre di Barney e il futuro suocero, antipatia che culminerà nel corso del ricevimento matrimoniale.
Durante il ricevimento di matrimonio Barney conosce Miriam, una conduttrice radiofonica newyorkese, e se ne innamora perdutamente. Il suo amico Boogie lo incoraggia a seguire il suo cuore: Barney, allora, abbandona la cerimonia e segue Miriam sul treno che lei ha preso per ritornare a New York. La donna gli lascia un biglietto scherzoso che lui conserverà fino alla morte. Per mesi la corteggia assiduamente con fiori e telefonate, ma Miriam garbatamente desiste, perché consapevole che Barney è un uomo sposato. Così Barney chiede consiglio al padre, che da una parte lo avverte che non sarà una passeggiata mandare a monte un matrimonio così breve e con una donna ricca, ma dall'altra lo lascia libero di seguire il suo cuore.
Dopo qualche tempo Barney offre a Boogie, visibilmente debilitato, di stare nella sua casa sul lago, ma un giorno lo trova a letto con la moglie. Rimasto solo con l'amico, Barney gli chiede di testimoniare l'adulterio; lui tentenna e, ubriachi, i due iniziano a litigare. Barney minaccia l'amico con la pistola, sparando inconsapevolmente, mentre l'amico cade in acqua senza più riemergere. Il detective O'Hearne lo accusa di omicidio, ma il corpo di Boogie non verrà ritrovato che trent'anni più tardi. Subito dopo aver firmato i documenti di divorzio, Barney chiede a Miriam un appuntamento. Durante la serata Barney, visibilmente eccitato, si ubriaca e vomita sotto gli occhi di Miriam. La donna percepisce però il suo sentimento sincero e si fidanza con lui; i due, felicemente innamorati, si sposano e hanno due figli, Michael e Kate, per la gioia di Izzy, molto soddisfatto di come il figlio si sia ricostruito una vita con la donna che ama.
Un giorno, per un inconveniente con la barca, Barney conosce Blair. L'uomo conosce anche Miriam e tra i due è subito affinità. Tempo dopo il figlio Michael, ormai ventenne, si trasferisce a New York per studiare; anche la figlia Kate raggiunge la maggiore età e va a vivere da sola. Miriam, senza più figli a cui badare, vuole tornare a lavorare come conduttrice, proprio nella radio di Blair; Barney è geloso, ma Miriam lo convince. La sera in cui Miriam conduce la sua prima puntata radiofonica dopo anni di inattività, Barney non la ascolta, preferendo ubriacarsi nel solito bar e guardare la partita di hockey. Miriam è felice del suo nuovo lavoro e si avvicina sempre di più a Blair.
Nello stesso periodo il vecchio padre di Barney, Izzy, che patisce la solitudine dopo che sua moglie è morta, muore tra le braccia di una prostituta. Barney una sera irride Blair, dicendogli che Miriam pensa che lui sia gay. Quando la donna viene a saperlo, si irrita e decide di concedersi una pausa di riflessione. Rimasto solo e nonostante ami alla follia la moglie, Barney ha un rapporto occasionale con una prostituta. Miriam torna a casa ben decisa a ristabilire il rapporto con Barney ma, quando l'amico medico telefona a casa per comunicargli l'esito delle analisi, Miriam intercetta la telefonata da un altro apparecchio. Pur non comprendendo il motivo della telefonata del medico, Miriam, con apprensione per la salute del marito, induce Barney alla confessione della scappatella. Non perdona il marito e affranta, lo lascia.
Barney è ormai preda in stadio avanzato della malattia di Alzheimer, che lentamente gli cancella i ricordi. Poco prima della sua morte, viene ritrovato il corpo di Boogie, che non rivela alcuna ferita da arma da fuoco, ma un trauma cranico provocato da una violenta caduta. Una sequenza lascia intuire che il corpo di Boogie sia stato risucchiato da un Canadair che lo precipitò fra le montagne, ma Barney, finalmente liberato da sospetti e sensi di colpa, è purtroppo incapace di capirlo. Miriam, ormai sposata con Blair, si reca sulla tomba di Barney. Sulla lapide è inciso anche il suo nome, secondo il desiderio di Barney che, innamorato di lei sino all'ultimo, chiese di essere seppellito con la moglie, com'era stato per i suoi genitori.

## Distribuzione
Il film è stato presentato in concorso alla 67ª Mostra del cinema di Venezia ed è uscito nelle sale italiane il 14 gennaio 2011.

## Accoglienza

### Critica
Il film ha ricevuto critiche generalmente positive. Il sito Rotten Tomatoes gli ha dato una valutazione pari a 80% basandosi su 125 recensioni, con un punteggio medio di 6,7/10.

### Pubblico
Il film ha guadagnato un totale di 12 milioni di dollari nel mondo, ottenendo la maggior parte degli incassi in Italia.

## Riconoscimenti
- Golden Globe 2011
  - Miglior attore in un film commedia o musicale (Paul Giamatti)
- 2011 - Festival du film de Cabourg
  - Prix de la Jeunesse